# Волинко Микола Миколайович
Мико́ла Микола́йович Воли́нко (*21 листопада 1954, Курахівка) — український профспілковий діяч, лідер шахтарського робочого руху. Очолює Незалежну профспілку гірників Донбасу.

## Біографія
Народився 21 листопада 1954 року в селі Курахівка Селідивського району на Донеччині. Освіта загальна середня. Пройшов трудовий шлях від бетонщика та гірника до голови незалежної профспілки.
З 1971 до 1977 року - бетонщик БУ "Промбуд-2". З 1973 по 1975  - служба в лавах армії. З 1977 по 1989 рік працює прохідником на шахтах Міністерства вугільної промисловості України у містах Красноармійськ та Донецьк. Під час страйків шахтарів Донбасу 1989—1990 років обраний співголовою страйкового комітету шахтарів у Донецьку, контролював і відстоював виконання вимог шахтарських страйків у громадсько-державній комісії. 
У 1995 році обраний головою Незалежної профспілки гірників Донбасу. Позапартійний. Проживає в Донецьку.
Член Координаційної ради з питань врегулювання кризових ситуацій у вугільній промисловості.. Член постійно діючої комісії з безпеки праці Міністерства вугільної промисловості України.
Член Координаційної ради з питань відновлення української державності на Донбасі та в АР Крим. Координує зв'язки з регіонами.  
Одружений, має доньку. 

## Нагороди
Знаки «Шахтарська слава» III, II та I ст. Знаки «Шахтарська доблесть» III, II та I ст.